# Mohamed Mansour (Unternehmer, 1948)

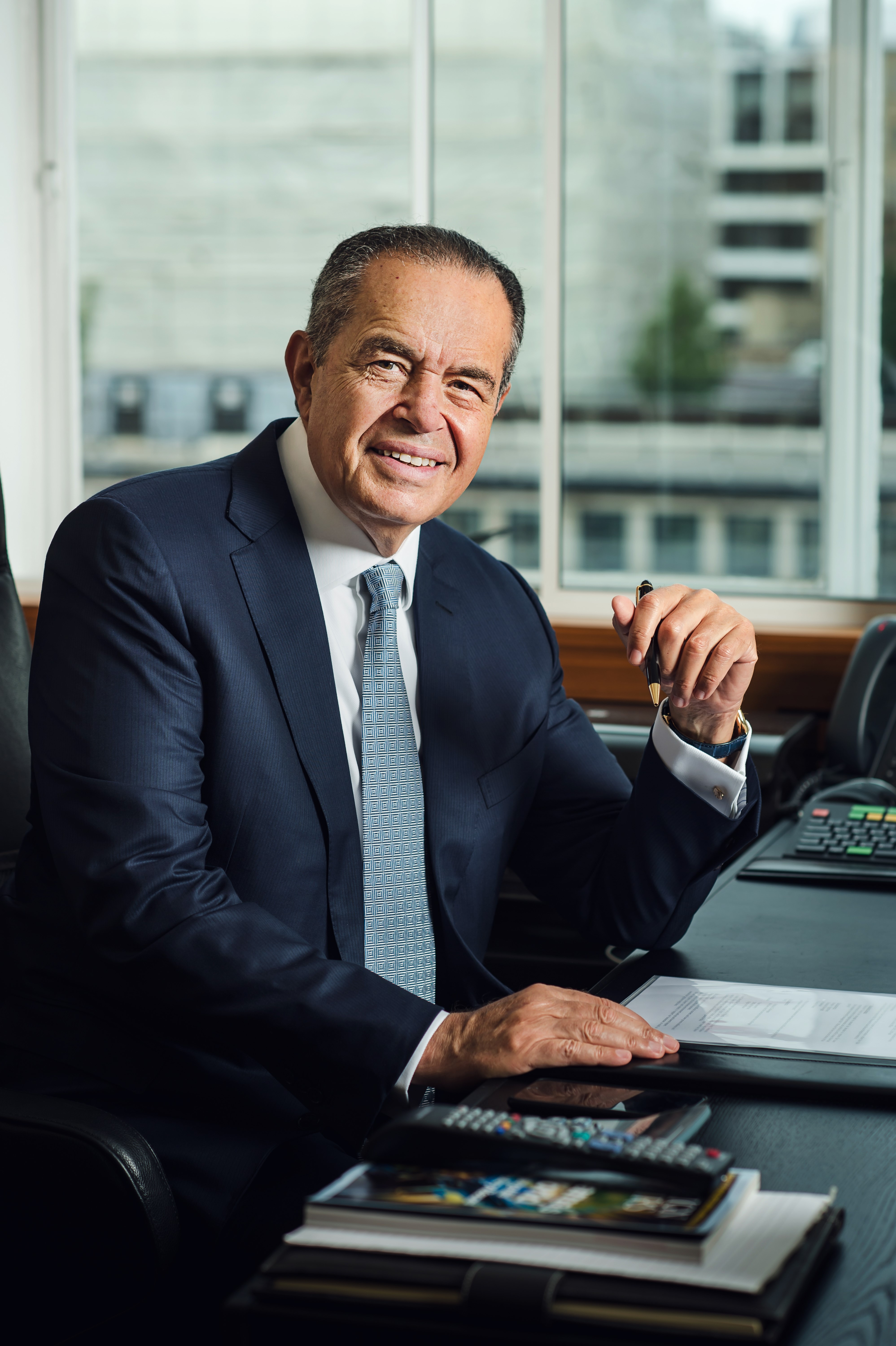
Mohammed Mansour

Mohamed Mansour (arabisch محمد منصور, DMG Muḥammad Manṣūr; * 1948) ist ein ägyptischer Unternehmer.

## Leben
Seine beiden Brüder sind die ägyptischen Unternehmer Yasseen Mansour und Youssuf Mansour. Die Mansourbrüder besitzen bedeutende Anteile am Immobilienunternehmen Palm Hills. Über ihre Unternehmen veräußern sie General-Motors- und Caterpillar-Fahrzeuge in Ägypten. Nach Angaben des US-amerikanischen Forbes Magazine gehört Mansour zu den reichsten Ägyptern. Mansour wohnt in Kairo, ist verheiratet und hat zwei Kinder.